# 陆峰 (足球运动员)
陆峰（1981年11月2日—），中國足球运动員，位置是中场，曾是河南建业足球俱乐部队长。
陆峰在河南建业处于甲B联赛时期便已经在河南建业效力三个赛季 (2001-2003年)，此后转投青岛中能征战中超的陆峰在2006年回到了河南建业，并且与球队一同冲超成功。
2013年1月14日，河南建业在昆明海埂基地冬训同武汉卓尔进行的训练赛上，陆峰与武汉球员金鑫拼抢后左小腿胫骨断裂，据说当时他的腿折了180度，小腿骨头都露了出来。伤后陆峰没有重返赛场。2014年，他虽进入了球队中超联赛报名单，但没有出场。

## 国际比赛
陆峰虽然效力于第二梯队的球队，但曾被视为有潜力的年轻球员，2002年12月9日代表中国队在和约旦踢成0-0的友谊赛中首次代表国家出场。但他的表现并不突出，6年后才在2008年4月6日0-1不敌墨西哥的友谊赛中再次出场。